# Tetrahedron (journal)
Pour les articles homonymes, voir Tetrahedron.
Tetrahedron (abrégé en Tetrahedron) est une revue scientifique hebdomadaire à comité de lecture qui publie des articles concernant le domaine de la chimie organique.
D'après le Journal Citation Reports, le facteur d'impact de ce journal était de 2,641 en 2014. Actuellement, les directeurs de publication sont  L. Ghosez, G.-Q. Lin, S.F. Martin, W.B. Motherwell, G.P. Pandey, B. M. Stoltz, R.J.K. Taylor, K. Tomioka  .
La revue remet chaque année le Prix Tetrahedron Young Investigators, qui récompense deux chercheurs de moins de 40 ans, et les Prix Tetrahedron pour la créativité dans la chimie organique ou bioorganique et la chimie médicinale.